# Zonage pluvial de Paris
Le Plan Paris Pluie est le zonage pluvial de Paris au sens de l’article L2224-10 du Code général des collectivités territoriales. Créé et appliqué depuis 2006, voté en 2018 par le Conseil de Paris, il constitue un texte novateur dans la mesure où il est le premier à avoir donné des prescriptions ciblées uniquement sur la protection de l ‘environnement, et non seulement pour la lutte contre les inondations par temps de pluie, finalité première du Zonage pluvial tel que statuer par la loi sur l’eau de 1992. 

## Contexte
La Ville de Paris a hérité de la transformation haussmannienne et de la pratique hygiéniste un réseau unitaire d'assainissement récupérant l’ensemble des eaux de pluie en plus des eaux usées. Bien que par temps sec, les eaux usées soient correctement acheminées vers la station d’épuration d’Achères, le fonctionnement de temps de pluie provoque de nombreuses pollutions : les égouts qui récupèrent aussi les eaux de pluie sont rapidement saturés. Pour éviter leur débordement en surface, le réseau d’égout avait été équipé lors de sa création de déversoirs d’orage. Ce dispositif permet de délester le réseau dans la Seine. Ces déversements sont fortement polluants, car constitués d’un mélange d’eau pluviale et d’eau usée (eau unitaire). Cette pollution est la principale cause parisienne de pollution du milieu naturel aquatique et du fait que l’eau de la Seine ne soit pas de qualité baignade en Ile-de-France . Ainsi, il a été décidé dès 2005 de créer à Paris un zonage pluvial, dont le principal but est de réduire ces pollutions, tout en luttant contre le risque inondation par temps de pluie dans les quelques points de débordement référencés. Le Zonage pluvial est un texte qui permet au Maire d’exiger, lors de constructions neuves, des mesures à prendre afin de réduire l’impact des pluies sur la ville.

## Conception du zonage pluvial
En 2006, la Ville de Paris a confié une étude de faisabilité à SAFEGE. Cette étude hydraulique a montré que la mesure classiquement adoptée dans les zonages pluviaux, de régulation du débit de fuite à la parcelle, bien qu’elle donne de bons résultats pour la lutte contre les inondations de temps de pluie par débordement d’égout, n’avait pas d’impact sur le problème des pollutions de la Seine par les déversements d’orage. L’étude montre que la mesure permettant de réduire ces pollutions est l’abattement volumique, soit une déconnexion partielle des eaux de pluie vis-à-vis du réseau d’égout,. Le Zonage pluvial de Paris a été élaboré à la lumière des résultats de cette étude. Bien qu’il n’ait été voté qu’en 2018, ce Zonage pluvial est appliqué depuis 2007 grâce au Plan local d’urbanisme de Paris qui donnait à l’Administration la possibilité, dès 2004, de demander des prescriptions en matière de gestion des eaux de pluie.

### La réduction des inondations par débordement des égouts
Le zonage pluvial de Paris demande la réduction du débit de fuite à 10l/s/ha uniquement à l’amont des zones où un débordement sur voirie est constaté (Zone hachurée).

### La réduction des pollutions de la Seine
Pour réduire les pollutions par déversement d’eaux unitaires dans la Seine, le Zonage pluvial de Paris demande un abattement volumique minimal des premières pluies. Il consiste à ne pas envoyer au réseau d’égout la première lame de pluie. La hauteur de la lame d’eau à abattre est variable selon l’emplacement travaux, la vulnérabilité du sous-sol (présence de gypse ou de carrières souterraines) et la capacité du sol à accueillir les eaux d’infiltrations. Ainsi, l’ensemble de Paris est divisé en 4 zones : Zone Rouge abattement de 4 mm, zone orange abattement de 8 mm, zone jaune abattement de 12mm et zone verte abattement total (bois de Vincennes et Boulogne). Tout le territoire de la Commune de Paris est soumis à une demande d’abattement volumique en cas de travaux de construction. Ainsi, dans la zone hachurée, la prescription est double ; une régulation du débit de fuite au titre de la lutte contre les inondations, et un abattement volumique au titre de la lutte contre les pollutions. Ailleurs seul l’abattement volumique est demandé.

## Application du zonage pluvial
Pour la Zone hachurée, la régulation du débit de fuite se concrétise par la création d’un volume de stockage tampon dimensionné pour la pluie décennale.
L’abattement volumique peut être concrétisé par l’utilisation des techniques alternatives de gestion des eaux de ruissellement urbain.

## La dimension environnementale du zonage pluvial de Paris.
En plus de réduire les pollutions de la Seine, ce qui favorise la protection de la ressource en eau et de la biodiversité aquatique, les techniques alternatives procurent des services écosystémiques reconnus comme la lutte contre les îlots de chaleur urbains, des refuges pour la biodiversité ou des aménité paysagère. Ainsi, la Ville de Paris souhaite donner la priorité dans les projets urbains à l’utilisation de « techniques vertes » (jardins de pluie, toitures végétalisées ou noues urbaines) au lieu de « techniques grises » (puisards, tranchées d’infiltration, stockages enterrés) .

## Les répercussions sur la politique nationale concernant la gestion des eaux de pluie
La création du Plan Paris Pluie, de par sa dimension environnementale affichée, a fait évoluer la perception de l’outil « Zonage Pluvial » par les services de l’État. Conçu au départ par la loi sur l’eau de 1992 comme un outil de lutte contre les inondations à la suite de la catastrophe de Vaison-la-Romaine, il est reconnu aujourd’hui comme un outil de gestion écologique. Par ce fait, le législateur a introduit en 2013 de la possibilité donnée aux services de l’État de demander à la collectivité mettant en place un Zonage pluvial, de réaliser une évaluation environnementale.